# Arnage Castle
Arnage Castle ist ein Landhaus, das um einen Wohnturm entstanden ist. Es liegt etwa 6,5 km nördlich von Ellon in der schottischen Council Area Aberdeenshire. Der Wohnturm stammt aus dem späten 16. Jahrhundert und wurde in den darauf folgenden Jahrhunderten erweitert.

## Geschichte
Die Familie Cheyne erwarb das Anwesen von Arnage gegen Ende des 14. Jahrhunderts durch Heirat. Die Cheynes ließen den Wohnturm errichten, aber der letzte Spross der Familie verkaufte das Anwesen 1643 an John Sibbald. Baillie John Ross kaufte es 1702. In der Folge wurde er Provost von Aberdeen, wo sein Stadthaus aus dem 16. Jahrhundert restauriert wurde. Der Familie gehörte Arnage Castle bis in jüngste Zeit, später unter dem Namen Leith-Ross. Der Wirtschaftswissenschaftler Sir Frederick Leith-Ross (1887–1968) verbrachte seine Kindheit auf Arnage Castle. 2011 wurde Arnage Castle das Heim des Ölmillionärs Gareth Jones.
Das heutige Landhaus wurde an Stelle eines früheren Donjons errichtet. Der Wohnturm aus dem 16. Jahrhundert war das Werk des Architekten Thomas Leper oder Leiper; es hat als Besonderheit dreifache Schießscharten, die man auch an Tolquhon Castle finden kann. Weitere Flügel an den Turm wurden 1860 nach den Plänen des Architekten James Matthews aus Aberdeen angebaut. In den 1960er-Jahren gab es weitere Anbauten. Arnage Castle ist heute noch bewohnt. Historic Scotland hat es als historisches Bauwerk der Kategorie B gelistet.

## Architektur
Der Wohnturm hat drei Geschosse; der Treppenturm hat ein zusätzliches Geschoss. Der ursprüngliche Eingang befand sich im Erdgeschoss, aber er wurde später verschlossen. Der Keller hat ein Gewölbe und der Rittersaal liegt im Erdgeschoss. Ein ursprünglich vorhandene Treppe vom Weinkeller zum Rittersaal gibt es heute nicht mehr. Es gibt zwei Wendeltreppen mit konischen Tourellen im spitzen Winkel zwischen dem Hauptblock und dem Treppenturm. Eine weitere Tourelle vermittelt den Zugang ins Dachgeschoss.